# Samuel Johannis
Samuel Johannis (Lincopensis), död 11 mars 1655 i Västra Tollstads församling, Östergötlands län, var en svensk präst.

## Biografi
Samuel Johannis var från Linköping och prästvigdes 6 juli 1626. Han blev före 1638 komminister i Kumla församling och från 1638 adjunkt i Västra Tollstads församling. Han flyttade 2 maj 1642 in hos svärföräldrarna på Västra Tollstads prästgård. Samuel Johannis blev 14 januari 1646 kyrkoherde i församlingen. Han avled 1655 i Västra Tollstads församling.

### Familj
Johannis gifte sig första gången med Ingiärd Christoffersdotter. Hon var dotter till kyrkoherden Christophorus Petri och Gertrud Andersdotter i Västra Tollstads församling. De fick tillsammans barnen Maria Samuelsdotter som var gift med kollegan Benedictus Lithzenius vid Linköpings trivialskola, Gunilla Samuelsdotter som var gift med rektorn Johannes Ostani Törnebom vid Skänninge trivialskola och Elisabet Samuelsdotter som var gift med kyrkoherden Haquinus Hierstadius i Västra Tollstads församling. Efter Samuel Johannis död gifte Ingiärd Christoffersdotter om sig med kyrkoherden Olaus Sundius i Västra Tollstads församling och kyrkoherden Hemingus Lotonius i Västra Tollstads församling.